# Patricia Wartusch
Patricia Wartusch (Innsbruck, 5 agosto 1978) è un'ex tennista austriaca, professionista dal settembre 1997 e in attività fino al 2005. Ha fatto parte della nazionale nella Federation Cup dal 2000 al 2004 e della nazionale olimpica nel 2000.
In carriera, ha vinto due titoli WTA e 5 titoli ITF da singolarista e 6 titoli WTA e 8 titoli 
ITF nel doppio. Da junior, vinse il campionato austriaco nel singolare per tre anni di seguito dal 1992 al 1994 e il titolo europeo nel doppio nel 1995.
È stata allenata da Stefan Leiner.

## Palmarès

### Singolare
- 1992: Campionato austriaco junior
- 1993: Campionato austriaco junior
- 1994: Campionato austriaco junior
- 1996: Torneo di Taškent (ITF)
- 1996: Torneo di Amazonas (ITF)
- 1998: Torneo di Taškent (ITF)
- 1999: Torneo di Bytom (ITF)
- 2000: Torneo di Bogotà (WTA)
- 2001: Torneo di Tbilisi (ITF)
- 2002: Torneo di Casablanca (WTA)

### Doppio
- 1995: Campionato europeo junior
- 1999: Torneo di Taškent (WTA)
- 2001: Torneo di Taškent (WTA)
- 2002: Torneo di Casablanca (WTA)
- 2002: Torneo di Vienna (WTA)
- 2003: Torneo di Bol (WTA)
- 2003: Torneo di Estoril (WTA)

### Risultati in progressione
| Sigla | Risultato               |
| ----- | ----------------------- |
| V     | Vincitore               |
| F     | Finalista               |
| SF    | Semifinalista           |
| O     | Oro olimpico            |
| A     | Argento olimpico        |
| SF    | Bronzo olimpico         |
| QF    | Quarti di Finale        |
| 4T    | Quarto turno            |
| 3T    | Terzo turno             |
| 2T    | Secondo turno           |
| 1T    | Primo turno             |
| RR    | Round Robin             |
| LQ    | Turno di qualificazione |
| A     | Assente                 |
| ND    | Non disputato           |

| Legenda superfici    |
| -------------------- |
| Cemento              |
| Terra battuta        |
| Erba                 |
| Superficie variabile |

#### Singolare nei tornei del Grande Slam
| Torneo          | 1999 | 2000 | 2001 | 2002 | 2003 | 2004 | 2005 |
| --------------- | ---- | ---- | ---- | ---- | ---- | ---- | ---- |
| Australian Open | A    | 1T   | 2T   | A    | 1T   | A    | A    |
| Open di Francia | A    | 1T   | A    | A    | 1T   | A    | A    |
| Wimbledon       | A    | 3T   | A    | A    | 1T   | A    | A    |
| US Open         | A    | 1T   | A    | 1T   | A    | A    | A    |

#### Doppio nei tornei del Grande Slam
| Torneo          | 1999 | 2000 | 2001 | 2002 | 2003 | 2004 | 2005 |
| --------------- | ---- | ---- | ---- | ---- | ---- | ---- | ---- |
| Australian Open | A    | 1T   | 3T   | 1T   | 1T   | 3T   | 1T   |
| Open di Francia | A    | 1T   | 2T   | QF   | 3T   | 2T   | A    |
| Wimbledon       | A    | 1T   | 1T   | 1T   | QF   | 1T   | A    |
| US Open         | 2T   | 1T   | 2T   | 1T   | 3T   | 1T   | A    |

#### Doppio misto nei tornei del Grande Slam
| Torneo          | 1999 | 2000 | 2001 | 2002 | 2003 | 2004 | 2005 |
| --------------- | ---- | ---- | ---- | ---- | ---- | ---- | ---- |
| Australian Open | A    | A    | A    | A    | A    | 1T   | A    |
| Open di Francia | A    | A    | A    | A    | 1T   | A    | A    |
| Wimbledon       | A    | A    | A    | A    | A    | 1T   | A    |
| US Open         | A    | A    | A    | A    | 1T   | A    | A    |